# Вараттон
Вараттон (Варатто; лат. Warattonus, Waratto; умер в 686) — майордом Нейстрии и Бургундии (680/681 и 683/684—686).

## Биография

### Ранние годы
Основными историческими источниками о жизни Вараттона являются «Книга истории франков», хроника продолжателей Фредегара и написанное в конце VII века житие Оуэна Руанского.
Происхождение Вараттона точно не установлено. Свидетельства источников позволяют только утверждать, что он принадлежал к одной из знатнейших нейстрийских семей, возможно, связанной родственными узами с семьёй майордома Эрхиноальда. По имени Вараттона этот род современные историки называют Вараттонидами.
Личные владения Вараттона находились вблизи Руана. Первое упоминание о нём в современных ему документах относится к 659 году. Этим временем датирована хартия короля Нейстрии и Бургундии Хлотаря III, в которой сообщается об урегулировании имущественного спора между архиепархией Руана и аббатством Сен-Дени, конфликтовавшими из-за завещанного им майордомом Эрхиноальдом поместья. В документе подпись Вараттона, наделённого титулом граф, расположена одной из первых. Это свидетельствует о его очень высоком положении во франкском обществе уже в это время. Следующая хартия, упоминающая Вараттона, датирована 663 годом. В ней он упоминается как один из королевских приближённых.

### Майордом Нейстрии
В 680 или 681 году, после убийства Эброина во время подготовки того к походу в Австразию, Вараттон по инициативе нейстрийско-бургундской знати и с одобрения короля Теодориха III получил должность майордома. Вероятно, решающую роль в этом назначении сыграл его друг, архиепископ Руана святой Оуэн, на тот момент наиболее влиятельное лицо в Нейстрийско-бургундском королевстве.
Вараттон планировал, что его сын Гизлемар займёт этот пост после его смерти. Однако не в меру властолюбивый Гизлемар стал плести интриги против отца, намереваясь ещё при его жизни овладеть должностью майордома. В это время Вараттон, отказавшись от политики Эброина, направленной на подчинение Австразии, заключил перемирие с майордомом Пипином Геристальским и получил от того заложников. Однако этот шаг не нашёл поддержки среди знати Нейстрии. Этим недовольством воспользовался Гизлемар: он возглавил заговор против отца, лишил его должности майордома и сам занял этот пост.
Гизлемар возобновил войну с Австразией, во время которой сумел овладеть австразийскими городами Намюр и Кёльн. Однако он скоропостижно скончался в 683 или в 684 году и должность майордома Нейстрии снова перешла к Вараттону. Он отказался от политики своего сына, направленной на конфронтацию с Австразией. Майордом направил в Кёльн святого Оуэна и при его посредничестве заключил новый мир с Пипином Геристальским.
Занимая второй раз должность майордома, Вараттон смог значительно укрепить свои позиции при дворе Теодориха III. Вероятно, его власть в это время распространялась не только на Нейстрию, но и на Бургундию. О первенствующем положении майордома при дворе Теодориха III свидетельствует «Житие Оуэна Руанского», в котором Вараттон упоминается как вице-король (лат. subregulus). Все раннесредневековые источники, упоминающие о Вараттоне, характеризуют его как выдающегося деятеля: «Книга истории франков» и «Хроника продолжателей Фредегара» наделяют его эпитетом «блистательный», а «Ранние Мецские анналы» описывают его как энергичного и прославленного человека.
Вараттон умер в 686 году. При содействии его вдовы Ансфледы новым майордомом Нейстрии был избран Берхар, женатый на их дочери Анструде.